# マールテン・アルバート・ヴァン・デン・バーグ
マールテン・アルバート・ヴァン・デン・バーグ（Maarten Albert van den Bergh、1942年4月19日 - ）は、ユダヤ系オランダ人の実業家である。
BTグループの副会長であり、アクゾノーベル、ABNアムロ銀行の取締役などを兼任している。

## 出生等
マールテン・ヴァン・デン・バーグは、アメリカのニューヨーク州で生まれる。
父親は、長くユニリーバの会長の座につき、1959年にオランダの防衛大臣となったシドニー・ジェームズ・ヴァン・デン・バーグである。
そして、祖父はユニリーバの創設者の一人であるサミュエル・ヴァン・デン・バーグである。
ヴァン・デン・バーグ（ヴァンデンバーグ家）はユダヤ人であり、ロスチャイルド家の血縁である。

## 職歴
マールテン・ヴァン・デン・バーグは32年間をかけてロイヤル・ダッチ・シェルの取締役会の会長にまで昇進した。
2001年、彼はロイヤル・ダッチ・シェルを退き、イギリスを本拠とする金融サービス会社であるロイズTSBの会長に就任する。
2005年に、タイムズ紙は彼をグレートブリテンで最も影響力のある実業家と発表した。
2006年以来、彼はBTグループの副会長である。
さらに、アクゾノーベルの取締役と、ABNアムロ銀行の取締役の地位にある。